# Liste der Monuments historiques in Niederhausbergen
Die Liste der Monuments historiques in Niederhausbergen führt die Monuments historiques in der französischen Gemeinde Niederhausbergen auf.

## Liste der Bauwerke
| Bezeichnung     | Beschreibung | Standort                | Kennzeichnung | Schutzstatus | Datum | Bild |
| --------------- | --- | ----------------------- | ------------- | ------------ | ----- | ---- |
| Kapelle St-Sava | Kapelle der ehemaligen Feste Kronprinz im Festungsgürtel Straßburg, 1875 erbaut, Wandgemälde im Stil mittelalterlicher serbischer Klöster, 1944 von Pavle Vasic und Stanislav Belosanski | Rue du Fort Foch (Lage) | PA00085282    | Inscrit      | 1990  |      |